# Győri Dezső
Győri Dezső (Törökszentmiklós–Pusztatenyő, 1908. január 6. – Budapest, 1979. augusztus 26.) szobrász.

## Pályafutása
1927 és 1930 között a Kisképző díszítőszobrász szakán tanult, ahol mestere Mátrai Lajos volt. 1930 és 1935 között a Magyar Képzőművészeti Főiskola hallgatója volt, ahol Kisfaludi Strobl Zsigmond, Szentgyörgyi István tanították. 1935–36-ban Rómában járt ösztöndíjjal. 1972-ben elnyerte a Munkácsy Mihály-díjat.

## Válogatott csoportos kiállítások
- 1930-tól állított ki itthon és külföldön
- 1952-ben: Helsinki Szellemi Olimpia

## Köztéri művei

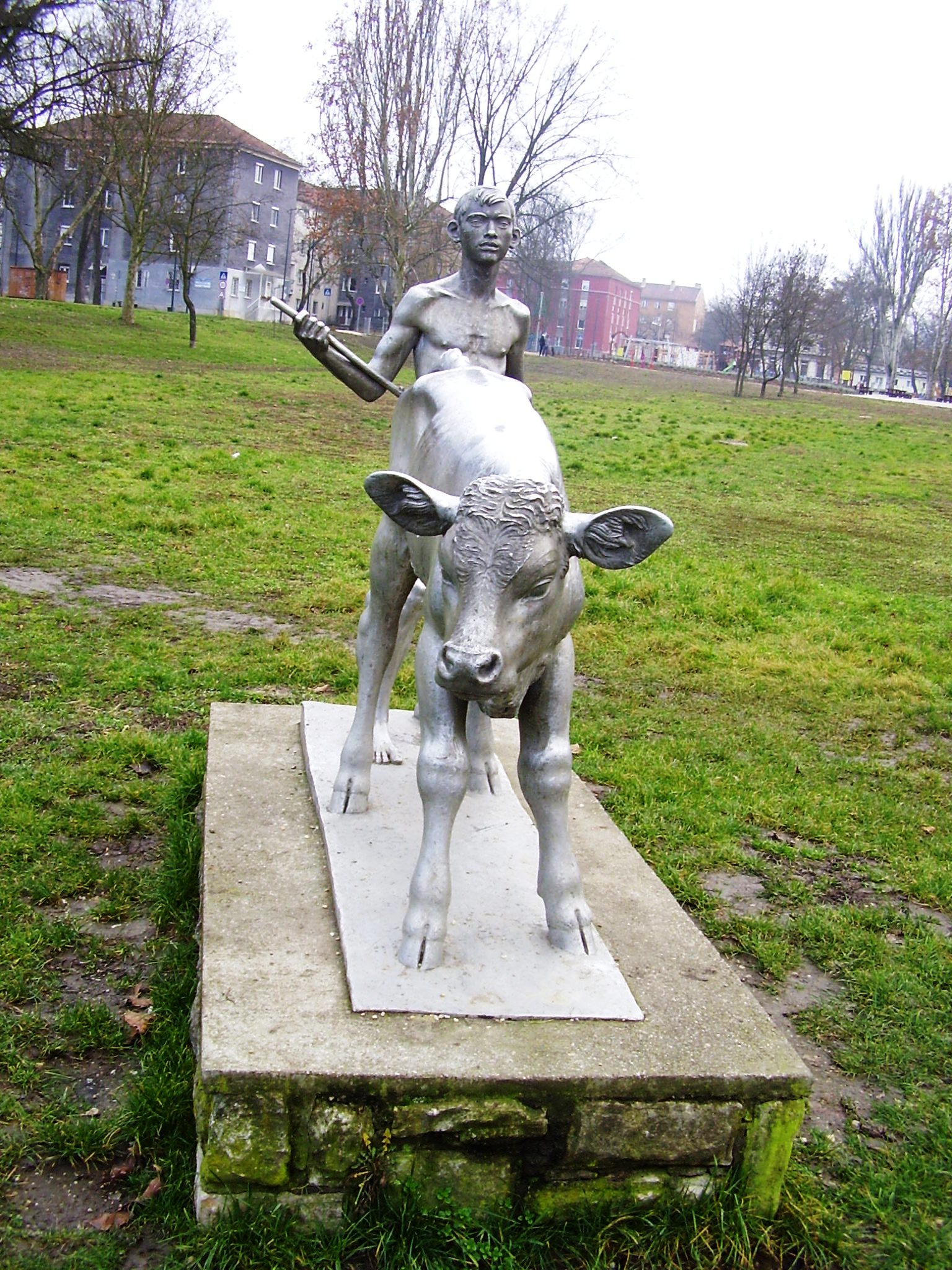
Borjút terelő fiú

- Család (szoborcsoport, 1941, Budapest X. ker.)
- Labdázó nő (kőszobor, 1943, Budapest XIV. ker., majd Mátraháza)
- Petőfi-szobor (1948, Karcag, Maglód)
- Danubius-kút (újrafaragás, 1952–56, Budapest)
- 500 km mozgalom dombormű (kő, 1953, Székesfehérvár, Béke tér 5., Vasútállomás főbejárat melletti falon)
- Tornászlányok (szoborcsoport, 1958, Stadionkert)
- Borjút terelő fiú (1969, Kazincbarcika)
- Nereidák kútja (újrafaragás, 1977, Budapest)